# Lwiwska gaseta
Lwiwska gaseta oder Lvivska gazeta  (ukrainisch Львівська газета, deutsch: Lemberger Zeitung) ist eine überregionale ukrainische Tageszeitung, die fünfmal in der Woche in ukrainischer Sprache im westukrainischen Lwiw erscheint. Gelesen wird die Zeitung bzw. ihre Online-Version vor allem in der Westukraine (Lwiw, Iwano-Frankiwsk, Ternopil, Luzk, Czernowitz, Riwne, Uschhorod und Chmelnyzkyj) sowie in Kiew.

## Profil
Die Zeitung liefert die Informationen zu den aktuellen Geschehnissen der innerukrainischen und internationalen Politik. Die wichtigsten Ereignisse werden immer von einem redaktionellen Kommentar begleitet. Seit 2004 besteht auch eine Partnerschaft mit dem renommierten Kiewer Blatt Zerkalo nedeli.
Die Zeitung hat eigene Auslandkorrespondenten in Danzig, Moskau und Bonn. Trotzdem bleibt die Zeitung der lokalen Berichterstattung sehr verpflichtet. Daher kommt es öfters vor, dass Ereignisse von lokaler oder regionaler Bedeutung die nationalen oder internationalen Schlagzeilen im Aufmacher verdrängen.

## Geschichte
Das Blatt wurde 2002 von zwei Lwiwer Unternehmern, früheren Teilnehmern der so genannten „Studentischen Revolution“ 1990, gegründet, was sich auch in sehr kritischer Haltung (wie bei den meisten Lwiwer Zeitungen) zur Präsidentschaft von Kutschma und in der Unterstützung der „Orangen Revolution“ manifestiert hat. Diese kritische Haltung war auch der Grund für den massiven Drucks der staatlichen Behörden auf die Zeitung in der Zeit von 2003 bis 2004, der zu einer vorübergehenden Redaktionsschließung führte. Nach dem Machtwechsel während der Orangen Revolution blieb die Zeitung auch zu den neuen Machthabern auf kritischer Distanz. Das galt auch für die nachfolgende Regierung.